# Цеци Красимирова
Цеца Красимирова Димитрова, по-известна като Цеци Красимирова, е български модел.

## Биография
Цеци Красимирова е родена през 1980 г. в град Мездра (България). Завършва хореографското училище в Елин Пелин (България) със специалност „Народни танци“. Играе в танцов ансамбъл „Росна китка“ (1989 – 1993 г.) при ръководител Петър и Бисер Григорови, ансамбъл „София“ (1993 – 1995 г.), „Шопски ансамбъл“ (1995 – 2000 г.) с главен хореограф Ради Радев.

### Кариера
Тя стартира модната си кариера в редица детски ревюта в началото на 90-те години на двадесети век. Забелязана е от модна агенция „Визаж“ и през 1995 г. официално става модел. На 17 години се явява на конкурса „Мис Шопкиня“ (1997 г.), където печели първото място, а в журито е и българският писател прозаик – Дончо Цончев. В същата година Цеци печели и Best Model of Bulgaria (1997 г.), а вследствие на това и правото да участва в конкурса Best Model of the World (1997 г.). Там печели титлата Best Model of Europe (1997 г.) – събитие което поставя началото на нейната световна кариера. В този момент обаче, Цеци временно се оттегля от подиума заради бременността си. След бременността си тя напълнява с близо 45 кг, но успява да отслабне в рамките на седем месеца и половина, за да се върне на модната сцена с мерки 90-61-91 см.
Впоследствие работи като рекламно лице и хореограф на модни ревюта и конкурси. За кратко е телевизионна водеща. Занимава се професионално и с интериорен дизайн. Работи като модел в България (от 1995 г.), Турция (1996 – 1998 г.), Германия (1997 г.), Италия (2000 – 2002 г.), Египет (2001 г.), Испания (2012 г. – към момента). Някои от марките, с които е работила са „Долче & Габана“, „Версаче“, „Булгари“, „Нина Ричи“, Stephane Rolland, „Москино“ и др. Цеци се е появява на кориците на много български списания. Снима телевизионни клипове и реклами за марки като M-Tel, Hype Energy Drink, Advanced Nutrients, водка „Флирт“, Santoz Watches, Magama и др. Участва в музикалните клипове на Азис, Стоян Петров, Люси Иларионов, Cankan и други, а през 2010 г. е телевизионна водеща в предаването „Високи токчета“ по БТВ.

## Личен живот
Свързвана е с имена като Николай Маринов, Георги Иванов – Гонзо, Константин Димитров – Самоковеца, Майкъл Струмейтис. Тя твърди, че с Георги Иванов са били приятели. Красимирова се появява в новините на CNN, във връзка с приятеля ѝ Константин Димитров, който е застрелян на 6 декември 2003 г. на площад Дам в Амстердам. Куршум, минал през него, я ранява в главата. Красимирова преминава през редица операции, лечения и възстановяване при лекари в Нидерландия, Германия и Франция. През 2010 г. се премества в Барселона (Испания).

## Титли
- „Мис Шопкиня“ (1997 г.)[2]
- Best Model of Bulgaria (1997 г.)[1]
- Best Model of Europe (1997 г.)[1]

## Активности
- Основателка на едноименна фирма „Цеци Красимирова“ развиваща широк спектър от дейности
- Преподавателка по курсове за модели (1995 – 1998 г.; 1999 – 2001 г.)
- Главна хореографка на конкурса „Топ модел на България“ (2000 г.)
- Търговска директорка на списание Еф Ейч Ем – България (2005 – 2009 г.)[6]
- Търговска директорка на списание „Мадам Фигаро“ – България (2005 – 2009 г.)[7]
- Търговска директорка на „Холмарк Ченъл“ – България (2005 – 2009 г.)
- Рекламна директорка на списание „Роузбъд“ (2010 – 2012 г.)[8]